# Струмичка тврђава
Струмичка тврђава или Царева кула је археолошко налазиште и тврђава изграђена у 12. веку, која се налази над Струмицом. Тврђава је увршћена у културну баштину Северне Македоније.

## Опште карактеристике и локација
Тврђава се налази изнад југозападног дела периферије Струмице, где су се укрштали важни путеви у историји : пут Астибо— Астрајон — Добер — Идомени — Тесалоника (данашњи Штип — Струмица — Валандово — Дојран — Солун), пут за Стримон на истоку (данас Петрич) и према Стени на западу (данас пут води само до насеља Конче, а некад је водио до Демир Капије).
Тврђава се налази на брду које је 445 m надморске висине и оданде се пружа поглед ка целој струмичкој котлини. У историји, тврђава је могла да се брани иако на њој није било бедема, јер се са свих њених страна налазе нагиби. Овакав положај тврђаве омогућава контролу надзирања три улаза у град.
Брдо на којем се налази тврђава је правоугаоног облика величине 21.6 x 8 m, док је површина целог налазишта 3.654 м².

## Историја
Твђава у данашњој Струмици почела је д се гради у 4. веку п. н. е, а завршена је у 12. веку.
Предграђе града се простирало ка северном подножју брда, где је данас најстарији део града. На овом подручју се налазила некропола, а пронађени су гробови из хеленистичке ере и из времена Римског краљевства.
У периоду од 958. до 1018. године, Струмица се налазила унутар Самуиловог царства. У периоду од 1018. до 1330. године, налазила се унутар Византије. Најстарији остаци града на месту где се данас налази тврђава датирају из раног Енеолита, где је на овом простору почетком 21. века пронађено праисторијско насеље. Пронађени су фрагменти вртне керамике, као и други предмети који су коришћени у свакодневном животу становника насеља. Према налазима одрађеним на овом подручју и нађеним предметима, сматра се да су овај простор насељавале разне циливизације.
Први писани извори о граду и тврђави датирају из 181. године. У непосредној близини тврђаве, пронађено је пет јама, а неке од њих су огромних димензије. У њима је откривен велики број накита, керамике, копља и златне наушнице из времена Римског краљевства. Током археолошког истраживања 2014. године на брду код тврђаве, пронађени су краљевски артефакти, прстење, кованица из 4. века п. н. е, 4300 византијских новчића и мали број венецијајанских новчића. У кули се налазе остаци старог Тивернополиса и града српског цара Душана.
У некрополи су пронађене кованице Константина Великог и Диоклецијана, које датирају из 4. века. У наредном периоду на овом простору вероватно није било насељених места, да би се твђава и брдо поново населили у 11. веку.
Према студијама, твђава је коришћена и у време балканских ратова и у светским ратовима. У новембру 1944. године на твђави била је стационирана немачка јединица, која је контролисала три улаза у град..
На почетку 21. века направљен је пројекат за реконструкцију Цареве куле у сарадњи са градом Петрич. Пројекат је финансиран и од Европске агенције за реконструкцију.
Цео пројекат је подељен у пет фаза:
- I фаза инфраструктура
- II фазно истраживање
- III фазна конзервација
- IV фаза реконструкције
- V фаза презентација и одржавање у сфери културе[10]

## Изглед твђаве

### Западни део
Тврђава позната као Царева кула подељена је на два главна дела, западни и јужни. Западни део, који се налази на уском врху, прекривен је унутрашњим зидом и има четири торња. Овај одељак је резервисан за војни гарнизон. Највиши северозападни део са једним унутрашњим зидом издвојен је у акрополи..

### Северни део
Северна страна тврђаве је врло стрма, а камени материјал изузетно трошан. На неколико места бујица је направила велике рупе. У средини падине су остаци мале, једнобродне грађевине. Зидови су малтерисани, али малтер садржи трагове других боја, по чему се може претпоставити да је та грађевина била црква. Материјал од уништених зидова, у већим компактним блоковима, може се видети разбацан дуж стрмог нагиба.

### Јужни део
Пространа падина која се протеже на југ, југоисток, исток и североисточно од акрополе покривена је спољним зидом и коришћена је као животни простор. У овом одељку налазе се бројне основе мањих стамбених зграда и радионица.

### Куле
Од некадашње тврђаве, данас су присутни остаци четири торња на северној страни, док су на источној пристуни остаци округлог торња. Куле су изграђене у време српског велможе Константина Драгаша Дејановића. Две куле смештене у западном делу твђаве обновљене су током 12. и 14. века..
Најочуванија је кула у унутрашњости тврђаве која је вероватно била изграђена у 12. веку. Ова кула представља главни торањ, који је споља у облику издуженог шестоугаоника и ствара оштре ивице, а унутра има правоугаону основу и има више спратова. У овој кули се налазио резервоар за воду. 
Димензије зидова мерене споља су: 5,50 к 12,5 м, дебљине око 3 м, а. Највећи део очуваног зида је висок око 9 m.
Југоисточна кула формирала је са јужне стране улаз, који је вероватно био опремљен покретним мостом.. Ова кула срушена је у земљотресу 1931. године..

## Црква
Током обнове Цареве куле откривена је средњевековна црква, која датира из 13. или са почетка 14. века. Испред олтарске области цркве пронађен је крст на коме је приказан светац и натпис Георгио, што указује на то да је можда ова црква посвећена Светом Георгију. Црква има једно-вратну базу, и јужну капелу која је изграђена касније. Сама црква служила је као дворска капела за посаду тврђаве, а уз њу су откривене и десетине гробница са остацима антрополошког материјала и накита. Један део цркве је срушен постављањем трафостанице, а археолози су такође пронашли трагове паљења цркве.

## У култури
Постоји староградска песма Под кулом Струмица, а сваке године одржава се истоимени фестивал староградских песама и серанади.

## Галерија
- Остаци куле
- Поглед са куле на Струмицу
- Западна кула тврђаве